# Aghlabovci

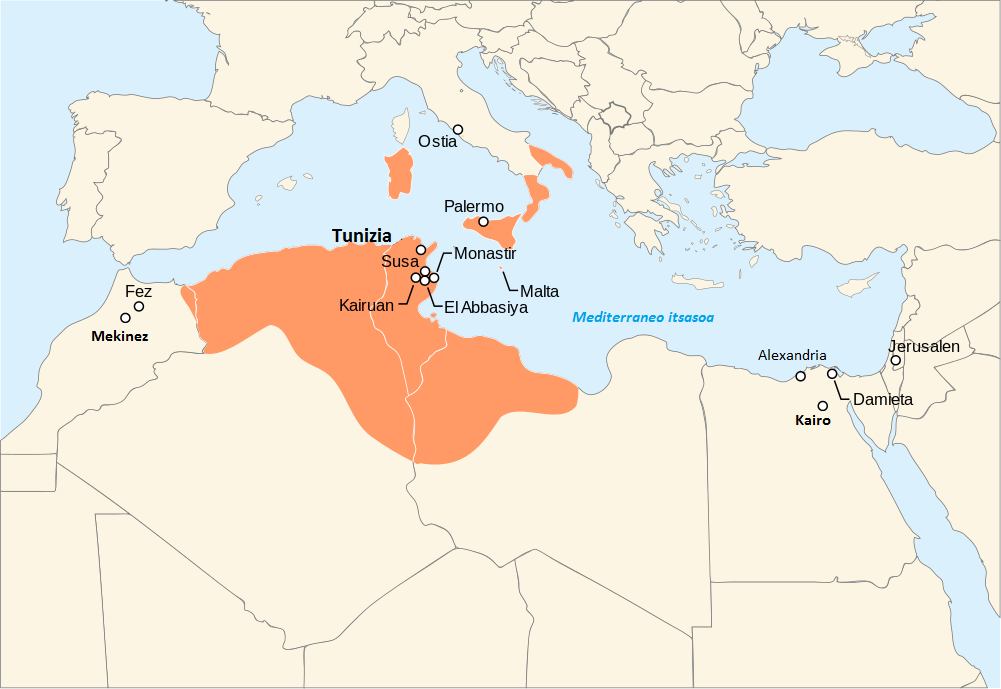
Maximální rozsah aghlabovské vlády

Aghlabovci byla arabská emírská sunnitská dynastie, které v letech 800–909 vytvořila de facto nezávislý emirát v severní Africe a jižní Evropě. Na vrcholu své moci ovládala nejen sever dnešního Alžírska, Tuniska, Libye a východní cíp Maroka (tedy území nazývané tehdy Ifríkie), ale i Sardinii, Sicílii (827–831), jih Itálie a Maltu (od 868), kteréžto državy získala na úkor Byzantské říše. Kořeny měla dynastie v arabském kmeni Banu Tamim, jenž pocházel z území dnešní Saúdské Arábie. Byla založena abbásovským guvernérem Ibráhímem ibn al-Aghlabem (vládl v letech 800–812). Sídlo emirátu bylo v Kajruvánu (dnes v Tunisku). V 9. století byli Aghlabovci rozhodující námořní sílou Středomoří, věnovali se i pirátství, pod pirátskou vlajkou často přepadali křesťanské přístavy: V roce 838 vyplenili Marseille, v roce 840 Anconu, v roce 849 burgundský Arles a v roce 846 dokonce periferii Říma. Řím znovu ohrozili v roce 849 a v roce 878 se papež Jan VIII. musel zavázat k poplatkům. Podobně už před tím učinila jiná bohatá italská přístavní města Gaeta, Amalfi, Neapol či Sorrento. Ibráhím I. ibn al-Aglaba pověřil správou Ifrígye chalíf Hárún ar-Rašíd, který tím reagoval na předchozí berberské vzpoury. Ibrahim platil chalífovi roční poplatek 40 000 dinárů, jinak však začal vládnout poměrně samostatně. Ibráhím expandoval především na severu Afriky, jeho syn Zijádatulláh I. započal expanzi na jih Evropy. Odtud Aghlabovce vytlačila oživená Byzantská říše pod makedonskou dynastií, v roce 909 jejich severoafrickou doménu vyvrátili šíitští Fátimovci.

## Seznam panovníků
- Ibráhím I. ibn al-Aglab (800–812)
- Abú-l-Abbás Abdulláh I. (812–817)
- Zijádatulláh I. (817–838)
- Abú Ikál al-Aglab (838–841)
- Abú-l-Abbás Muhammad I. (841–856)
- Abú Ibráhím Ahmad (856–863)
- Zijádatulláh II. (863)
- Abú-l-Garáník Muhammad II. (863–875)
- Abú Ishák Ibráhím II. (875–902)
- Abú-l-Abbás Abdulláh II. (902–903)
- Abú Mudar Zijádatulláh III. (903–909)